# 張智良
張智良（英語：Evarist Zhang Zhiliang，1887年3月15日—1932年5月26日，聖名：艾伯李斯特），是天主教中國籍主教，並是首任前集寧宗座代牧區宗座代牧。

## 生平
張智良出生於1887年3月15日的大清帝國。1917年12月28日晉鐸。
1929年2月2日，張智良獲時任教宗庇護十一世任命為首任集寧宗座代牧區宗座代牧，領銜康天那教區主教。同年4月14日，他在羅馬聖伯多祿大殿由傳信部長王老松樞機祝聖晉牧。
1932年5月26日，張智良在中華民國集寧去世，享年45歲。1933年1月10日，樊恆安接任成為集寧宗座代牧區宗座代牧。